# Bispo Renato Andrade
Renato Andrade dos Santos, também conhecido como Bispo Renato Andrade (Patos de Minas, 27 de março de 1963), é um advogado, religioso e político brasileiro. É o atual administrador regional de Taguatinga, no Distrito Federal, nomeado pelo governador Ibaneis Rocha. Anteriormente, integrou a Câmara Legislativa do Distrito Federal e foi secretário de Relações Parlamentares no governo Ibaneis, assim como secretário da Região Metropolitana e secretário do Trabalho, ambos no governo de Agnelo Queiroz.

## Biografia
Mineiro, Andrade se tornou morador de Brasília em 1975, quando sua família decidiu ali residir. Na capital federal, graduou-se em direito pelo Centro Universitário de Brasília em 1988 e se tornou pastor evangélico, fundando a Igreja Episcopal Apocalipse, onde ministrava cultos. Também presidiu a Federação Nacional de Igrejas Cristãs (Fenaic).
Na eleição de 2006, Andrade concorreu à Câmara Legislativa, pelo Partido Liberal (PL), mas seus 6.838 votos (0,52%) não foram suficientes para elegê-lo. Em janeiro de 2007, foi nomeado pelo governador José Roberto Arruda como administrador regional de Riacho Fundo II. Em 2009, assumiu temporariamente o mandato parlamentar, mantendo-se no cargo até o retorno do titular, em 2010.
Andrade candidatou-se no pleito de 2010 ao parlamento distrital e, mais uma vez, alcançou a suplência, com 12.812 votos (0,91%). Em 2011, no início do governo Agnelo Queiroz, Andrade foi nomeado secretário do Entorno. Em 2012, deixou a pasta para assumir o comando da Secretaria de Trabalho.
Em 2014, Andrade elegeu-se deputado distrital, com 14.216 votos, correspondentes a 0,93% dos votos válidos. No decorrer da sétima legislatura, foi escolhido pelos pares como terceiro secretário da Mesa.
Em 2017, Andrade foi denunciado pelo Ministério Público distrital por improbidade administrativa, no âmbito da Operação Drácon. Juntamente com outros quatro deputados, foi acusado pelos procuradores de formar um esquema que cobrava propina pela aprovação de emendas parlamentares. Defendeu-se afirmando que a denúncia era inepta. Tornou-se réu na referida ação em dezembro de 2017.
Andrade concorreu à reeleição em 2018, não logrando êxito ao conseguir 10.692 votos (0,72%). No mesmo ano, o governador eleito Ibaneis Rocha anunciou a escolha de Andrade como secretário de Relações Parlamentares. As atribuições do cargo eram, essencialmente, trabalhar com o Poder Legislativo para a aprovação de leis de interesse do executivo. Inicialmente havia recusado a função, mas foi convencido a aceitá-la pelos deputados Wellington Luiz e Joe Valle.
Em 2020, Andrade foi designado por Ibaneis como administrador de Taguatinga. Como uma das regiões administrativas mais populosas do Distrito Federal, a administração de Taguatinga era "um dos cargos mais ambicionados pela classe política" distrital.